# Uno Ebrelius
Uno Alexis Ebrelius, tidigare Ericson, född 20 december 1918 i Väse församling, Värmlands län, död 17 juni 1988 i Köpenhamn, en svensk konsert-, opera- och oratoriesångare (tenor) samt sångpedagog.

## Biografi
Ebrelius studerade sång vid Kungliga Musikhögskolan för Joseph Hislop och Dagmar Gustafsson 1941–1943 och i Wien för Erik Werba. Han debuterade som oratoriesångare i Umeå 1943 och som operasångare i Århus 1955. Han har framför allt utmärkt som kyrkosångare i de stora verken såsom Bachs passioner med mera.
Han var verksam som lärare vid Folkskoleseminariet i Karlstad 1946–1949, i Uppsala 1957–1964 och vid Stora Sköndal. Han var dessutom professor vid Det Kongelige Danske Musikkonservatorium i Köpenhamn 1964–1988, lärare vid Musikhögskolan i Malmö 1965 och lektor där 1980–1986.
Ebrelius invaldes som ledamot 811 av Kungliga Musikaliska Akademien den 24 februari 1977.
Han gifte sig 1945 med talpedagogen Birgit Pruth (1919–2010) och fick barnen Karin 1949 och Ingrid 1951.

## Utmärkelser
- 1959 Filosofie hedersdoktor i London
- 1966 Professors namn
- Riddare av Dannebrogsorden
- Kommendör av Italienska Kronorden